# Austro Engine
Austro Engine est un fabricant de moteurs pour l'aviation légère basé en Autriche.

## Histoire
Austro Engine est créé en 2007 par Diamond Aircraft. La société développe des moteurs essence et diesel pour l'aviation légère. La société est située à Wiener Neustadt, au sud de Vienne.
Les moteurs diesel sont basés sur le moteur OM 640 Mercedes-Benz.
Les moteurs essence sont basés sur le moteur Wankel AE50 de la société anglaise Mid-West Engines Limited, acquise par Diamond Aircraft.

## Moteurs

### AE300/AE330
Moteurs 4-cylindres diesel basés sur le moteur OM 640 Mercedes-Benz (également utilisé par Thielert pour le Centurion 2.0).
- AE300 (1991 cm3, 168 ch) ;
- AE330 (1991 cm3, 180 ch).

### AE500

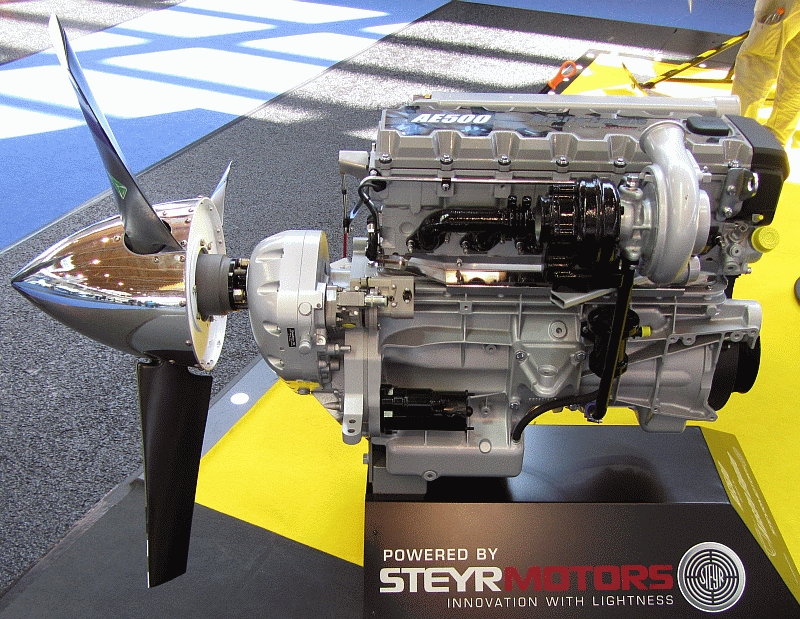
Moteur AE500

Moteur 6-cylindres diesel basé sur le moteur Steyr Motors M16. Initialement développé pour le Diamond DA50, l'avion est finalement équipé du Continental CD-300.
- AE500 (3200 cm3, 280 ch) (abandonné).

### AE50R/IAE50R
Le moteur AE50R (en) (294 cm3, 55 ch) est un moteur essence à piston rotatif mono-rotor (moteur rotatif de type Wankel), à double allumage et carburateur,  initialement construit par Mid-West Engines Ltd sous le nom de MidWest AE 50 (en). 
Les versions AE50RA et AE50RAB en diffèrent par la géométrie des points d'attache.
Le moteur IAE50R-AA est une version équipée d'un système électronique de double allumage et d'injection. 

### AE110R
Le moteur AE110R (en) (588 cm3, 110 ch) est une version bi-rotor de l'IAE50R (en développement).

## Utilisations
Les moteurs AE300/AE330 sont utilisés sur:
- Diamond DA40
- Diamond DA42
- Diamond DA62

Les moteurs AE50R sont utilisés sur:
- Alexander Schleicher ASK 21 (motoplaneur)
- Alexander Schleicher ASH 25
- Alexander Schleicher ASH 26
- Alexander Schleicher ASH 30 Mi
- Alexander Schleicher ASH 31
- Alexander Schleicher ASG 32
- Alexander Schleicher AS 35 Mi
- Camcopter S-100 (drone hélicoptère)